# Lusitània
|  | Pel vaixell, vegeu RMS Lusitania |

Lusitània fou una regió i després província romana poblada pels lusitans. La regió estava limitada al país dels lusitans, mentre que la província va tenir uns límits més amples.
El país dels lusitans o la primera Lusitània ocupava el territori entre el Tajo i el Duero. Estrabó diu que algunes terres al nord del Duero eren abans part de Lusitània, però després en foren separades.
La província, en canvi, ocupava la part occidental de la península a l'oest del riu Anas (Guadiana) i cap al nord, ocupava dos terços de la costa occidental, arribant al nord fins al Durius (Duero) i tenia al nord els callaici bracarii. Cap a l'est, incloïa la província de Salamanca i la regió d'Extremadura, on vivien els vetons. Tenia a l'est els carpetans, vetons o vettons, vacceus i callaici (galaics); i al sud els turdetans.

## Capital i divisions administratives
La capital n'era Emèrita o Emèrita Augusta (Mèrida). Judicialment es dividia en 3 convents jurídics: 
- Emèrita Augusta
- Pax Júlia
- Escàlabis

Estava formada per 46 ciutats, de les quals 5 eren colònies, 1 municipium civium Romanorum (ciutat amb ple dret de ciutadania romana), 3 amb dret de ciutadania llatina, i 36 estipendiàries (tributàries). Vespasià va donar a totes les ciutats el dret llatí.

## Història
Lusitània es va crear com a província el 27 aC separada de la Hispània Ulterior. La resta de la província va agafar el nom de Bètica (tot i que el nom d'Ulterior fou usat per algun temps informalment). Lusitània fou província imperial, i fou governada per propretors. Les finances eren administrades per un procurador imperial (procuratores caesaris).
El poble lusità va oferir ferotge resistència als romans, i en destacà com a gran líder nacional el cabdill Viriat.
A partir del segle V i fins al segle VIII fou una província visigoda.

## Muntanyes i rius de Lusitània
- Montes Herminius (serra de l'Estrella), que creuava el país fins a la regió de la moderna Lisboa.

- Riu Tagus (Tajo) i els seus afluents el Callipis (Καλλίπους, Sadao o Salo), i el Vacua (Vouga).
- Riu Durios (Duero).
- Riu Munda (Mondego).
- Avus o Avo Celandus (riu Ave).

## Pobles
Al país hi havia cinc grans pobles i moltes petites tribus, probablement quasi totes o totes part
 d'algun dels cinc pobles. Estrabó esmenta 30 tribus, però totes són subdivisions dels callaici o dels lusitans. Com a gran pobles de la província Estrabó esmenta els conis, celtes i lusitans; Pomponi Mela als lusitans i túrduls; Plini el Vell a lusitans i túrduls; i Claudi Ptolemeu als lusitans, turdetans i celtes. Estrabó n'esmenta 30 tribus, però totes són subdivisions dels callaici o dels lusitans. Com a gran pobles de la província, Estrabó esmenta els conis, celtes i lusitans; Pomponi Mela els lusitans i túrduls; Plini el Vell lusitans i túrduls; i Claudi Ptolemeu els lusitans, turdetans i celtes.
Els cinc pobles principals foren:
- Els lusitans (lusitani), a la costa oest entre el Duero i el Tajo.
- Els vetons (vettones), a l'est entre el Duero i l'Anas.
- El turduls vells (turduli vetere), al sud-est.
- Els turdetans (turdetani) al sud entre l'Anas i la costa oest.
- Els celtes (celtici), distribuïts arreu de la província, però principalment al sud i sud-est del Tajo fins a l'Anas, barrejats amb els turduls i turdetans.

El districte més al sud s'anomenava Cuneus (avui Algarve) i una de les principals tribus de la zona eren els conis (conii).

## Ciutats
- Olisipo (Lisboa), antiga capital dels lusitans
- Escàlabis o Praesidum Iuli (Santarém) primera capital sota els romans, colònia
- Emerita Augusta (Mèrida), colònia, segona i definitiva capital
- Pax Iulia (Beja)
- Contosolia (Alange?)
- Mirobriga (Capilla)
- Sisapo (Almadén)
- Carcuvium (Caracuel)
- Ad Turres (Calatrava)
- Salmantice (Salamanca)
- Cecilionicum (Baños?)
- Capara (las Ventas de Capara),
- Sentice (prop de Los Santos)
- Cottaeobriga (Almeida)
- Augustobriga (Talavera la Vieja)
- Plagiaria (Raposera ?)
- Ad VII Aras (Codesera ?)
- Metellinum (Medellin)
- Montobriga (Mundobriga o Marvao)
- Fraxinus (Amieira)
- Tubucci (Abrantes)
- Turgalium (Trujillo)
- Caurium (Coria)
- Jerabriga (Arabriga)
- Budua (Santa Maria de Bedoya)
- Matusaro (Ponte do Sora)
- Abelterium (Alter de Chao)
- Aritium Praetorium (Salvatierra o Benavente)
- Evandriana
- Dipo
- Ad Adrum Flumen
- Ebora (Evora)
- Salacia o Urbs Imperitoria (Alcácer do Sal)
- Malececa  (Marateca?)
- Caeciliana (Agnalva o Pinheiro o Seixola?)
- Catobriga (Cetobriga)
- Equabona (Coyna)
- Esuris (prop d'Ayamonte)
- Balsa (Tavira)
- Ossonoba (Estoy, prop de Faro)
- Aranni o Arandis (Ourique)
- Serpa
- Fines
- Arucci
- Myrilis (Mértola)
- Seliium (Pombal)
- Conembrica o Conímbriga (Condeixa-a-Nova)
- Eminium (Agueda, Mintro, o Carvalhos?)
- Talabriga  (Aveiro)
- Langobriga  (prop de Feira)
- Calem (Porto) (antiga ciutat lusitana transferida als callaici bracarii)
- Bracara (Braga) (antiga ciutat lusitana transferida als callaici bracarii)